# کشیا موروی
کشیا موروی (انگلیسی: Kecia Morway؛ زادهٔ ۲۵ اوت ۱۹۹۱) بازیکن فوتبال اهل ایالات متحده آمریکا است.
از باشگاه‌هایی که در آن بازی کرده‌است می‌توان به شیکاگو رد استارز اشاره کرد.